# Cantar de Mio Cid

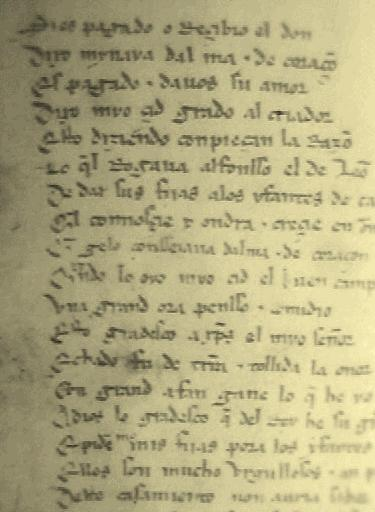
Página do códex original começando da linha 1922

El Cantar del Mio Cid é o poema épico espanhol preservado mais antigo (epopeya). O medievalista espanhol Ramón Menéndez Pidal incluiu o "Cantar de Mío Cid" na tradição popular denominada mester de juglaria. Mester de juglaria refere-se à tradição medieval de acordo com a qual poemas populares eram passados de geração a geração, sendo modificados no processo. Estes poemas eram cantados em público por menestréis (ou jograis), os quais executavam a composição tradicional diferentemente de acordo com o contexto da performance—algumas vezes modificando os poemas épicos que contavam, ou os abreviando de acordo com a situação.

## Extrato
Estas são as duas primeiras estrofes existentes.
De los sos oios tan fuertemientre llorando,
Tornava la cabeça e estavalos catando;
Vio puertas abiertas e uços sin cañados,
alcandaras vazias, sin pielles e sin mantos
e sin falcones e sin adtores mudados.
Sospiro Mio Cid, ca mucho avie grandes cuidados.
Fablo mio Cid bien e tan mesurado:
«grado a ti, Señor Padre, que estás en alto!
»Esto me an buelto mios enemigos malos.»
Alli piensan de aguiiar, alli sueltan las rriendas;
a la exida de Bivar ovieron la corneia diestra
e entrando a Burgos ovieronla siniestra.
Meçio Mio Cid los ombros e engrameo la tiesta:
«¡Albricia, Albar Fañez, ca echados somos de tierra!
»Mas a grand ondra torneremos a Castiella.»